# Ovidiu Ionescu
Ovidiu Ionescu (Buzău, 28 juni 1989) is een Roemeense professioneel tafeltennisser. Hij speelt rechtshandig.
In 2016 (Rio de Janeiro) en 2020 (Tokio) nam hij deel aan de Olympische spelen.
Momenteel speelt Ionescu in de Bundesliga bij Post SV Mühlhausen.

## Belangrijkste resultaten
- Tweede plaats Europese kampioenschappen tafeltennis 2018 (mannen)
- Tweede plaats Wereldkampioenschappen tafeltennis 2019 (mannendubbel) (met Álvaro Robles)